# Cuộc chiến ở Moskva
Cuộc chiến ở Moskva (tiếng Nga: Битва за Москву) là một bộ phim lịch sử của Yury Ozerov về cuộc chiến tranh Vệ quốc 1941 - 1945, với bối cảnh chính diễn ra trong khoảng thời gian từ mùa hè năm 1941 đến năm 1944. Bộ phim được thực hiện để chào mừng lễ kỷ niệm 40 năm ngày giải phóng Moskva và chiến thắng phát xít.

## Diễn viên
- Yakov Tripolsky (Yosif Stalin)
- Mikhail Ulyanov (Georgy Zhukov)
- Aleksandr Goloborodko (Konstantin Rokossovsky)
- Bruno Frejndlikh (Boris Shaposhnikov)
- Nikolai Zasukhin (Vyacheslav Molotov)
- Anatoly Nikitin (Mikhail Kalinin)
- Vladimir Troshin (Kliment Voroshilov)
- Stepan Mikoyan (Anastas Mikoyan)
- Vyacheslav Yezepov (Aleksey Shcherbakov)
- Juozas Budraitis (Richard Sorge)
- Mikk Mikiver (Ivan Konev)
- Gennady Sayfulin (Dmitry Lelyushenko)
- Olegar Fedorov (Bộ trưởng)
- Lev Prygunov (Lev Dovator)
- Konstantin Stepankov (Ivan Panfilov)
- Nikolai Volkov Ml. (Mikhail Kirponos)
- Leonid Kulagin (Gurkayev)
- Irina Shmeleva (Zoya Kosmodemyanskaya)
- Irina Gubanova (mẹ Zoya)
- Achim Petri (Hitler)
- Ernst Heise (von Bock)
- Gerd Michael Henneberg (Keitel)
- Joachim Tomaschewsky (Kluge)
- Erik Veldre (Guderian)
- Ekkehard Becker (Klausen)
- Nikolai Kryuchkov
- Aleksandr Voyevodin (Klockov)
- Josef Barta
- Miroslav Bezdicek (Gorskov)
- Lena Birková
- Hana Brejchová
- Emma Cerná (vợ Konstantin Rokossovsky)
- Jaroslav Drbohlav (Đại tá Hồng quân)
- Karel Hábl
- Jirí Holý (Hopkins)
- Ervin Knausmyuller (sĩ quan Đức)
- Svatopluk Matyás (Vilkov)
- Martin Stropnický (Trung úy)
- Jana Viscaková
- Gabriela Wilhelmová (Stenotypist)...

## Hậu trường
1. ↑  Việt Nam: Việt Nam National Film Distribution and Screening Company (FAFIM Việt Nam)
2. ↑  "Кино Вьетнама". Актеры кино, театра и телевидения. Bản gốc lưu trữ ngày 20 tháng 7 năm 2012. Truy cập ngày 23 tháng 5 năm 2015.